# 克莱顿-布尔沃条约
克莱顿-布尔沃条约（Clayton–Bulwer Treaty）是美国和大不列颠及爱尔兰联合王国于1850年签署的条约。该条约由约翰·M·克莱顿和亨利·布尔沃共同簽署。條約規定双方中的任何一方都不能控制尼加拉瓜、哥斯达黎加以及中美洲其他地方；溝通太平洋和大西洋的运河建成后将由两国平等使用。海-庞斯富特条约簽訂後克莱顿-布尔沃条约失效。